# Cité scolaire Antoine-de-Saint-Exupéry (Lyon)
Pour les articles homonymes, voir Lycée Antoine-de-Saint-Exupéry et Saint-Exupéry (homonymie).
La cité scolaire Antoine-de-Saint-Exupéry (anciennement collège-lycée Saint-Exupéry) ou plus couramment lycée Saint-Exupéry, est un groupe scolaire, dans le 4e arrondissement de Lyon, sur le plateau de la colline de La Croix-Rousse. Elle regroupe un collège et un lycée public, qui accueillent respectivement environ 360 collégiens et 1 450 lycéens. Le lycée a ouvert ses portes pour la première fois en 1963.

## Historique

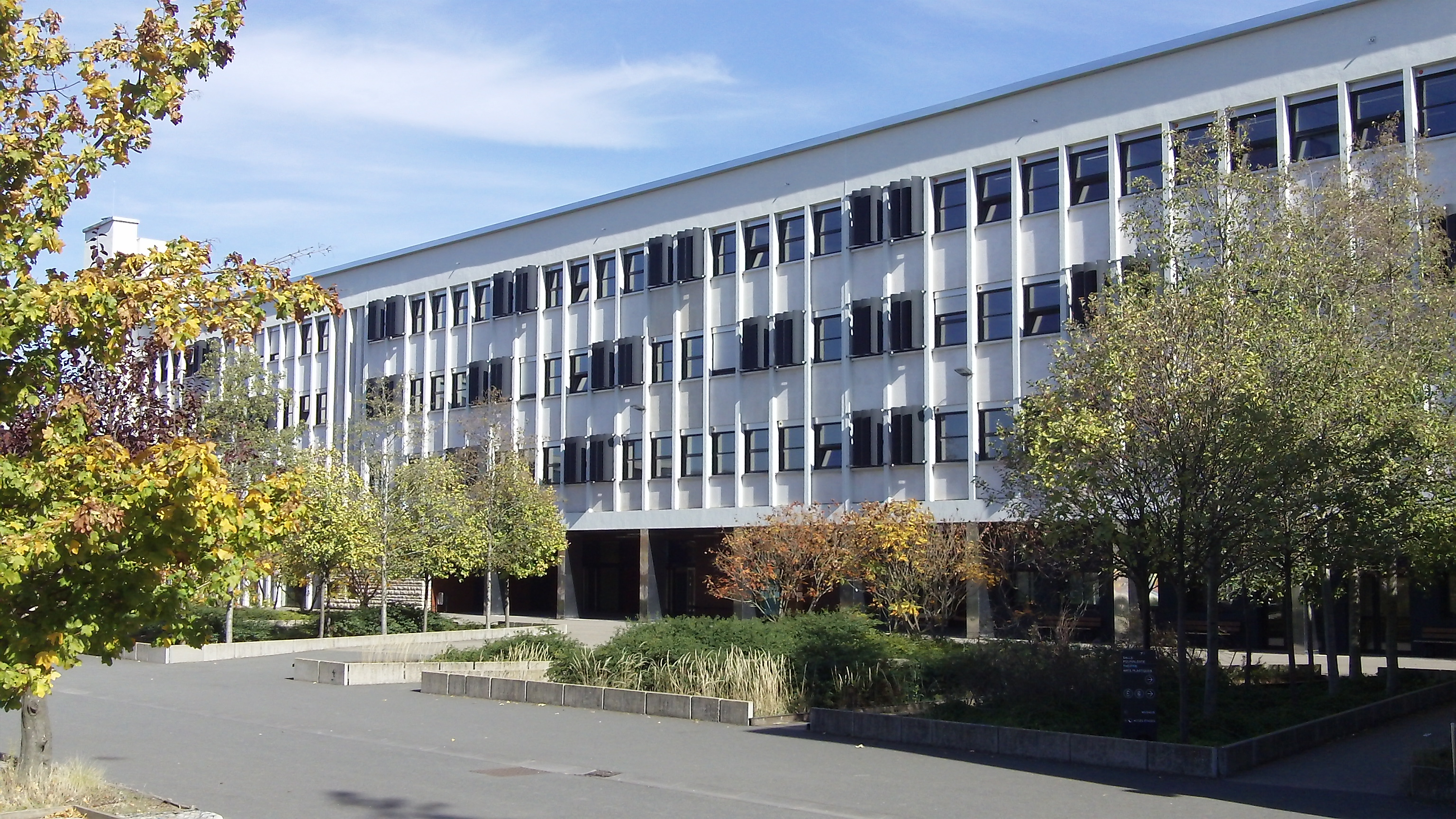
Le bâtiment principal vu depuis la cour.

Dès les années 1930 Édouard Herriot, alors maire de Lyon, souhaite agrandir l'établissement pour garçons du 1er arrondissement : le lycée Neyret. En effet ce dernier est surchargé, mais avec la Seconde Guerre mondiale, le projet est laissé de côté. C'est en 1955 que celui-ci revient dans le débat public lyonnais : on choisit alors un terrain de jardins ouvriers rue Hénon, dans le 4e arrondissement. Par la suite le maire Louis Pradel lance le chantier en 1960, alors dirigé par les architectes Jacques Perrin-Fayolle (grand prix de Rome), Alain Chomel et C. Dambrun. Dix-huit mois plus tard, les premiers élèves s'installent alors que l'on termine les finitions, à la rentrée 1963. Le lycée est en forme de L, et offre deux bâtiments abritant l'administration, le restaurant scolaire, et les classes. Il sera complété d'infrastructures sportives, (deux gymnases), avec notamment une piscine. Les sept premiers élèves féminins arrivent en 1968, la même année s'inaugurent aussi deux classes de 6e et 5e en section musique : le collège-lycée Saint-Exupéry est né. En 1970 deux professeurs marqueront les esprits : M. Gaillard créera un pôle arts plastiques, et M. Goetz des classes bilangues allemand.
Dans les années 1970, le proviseur est M. Monchambert.
En juin 1977, trois lycéens de terminale C passent une semaine à l'Élysée et accompagnent le président de la République, Valéry Giscard d'Estaing, pour découvrir les coulisses des institutions politiques. Le 8 juin, ils participent avec le reste de leur classe à un débat avec le Président, diffusé sur Antenne 2 et organisé par Jean-Pierre Elkabbach. Ce dernier a choisi le lycée Saint-Exupéry de Lyon car il « préférait un lycée de province à un lycée parisien aux brillants sujets primés au concours général. Un lycée moyen [...] qui accueille des jeunes dont les parents sont de milieux divers ». Cette opération est alors dénoncée par le syndicat étudiant communiste de l'UNCAL, qui voit comme une manipulation le fait d'avoir choisi une classe plutôt bonne et peu syndiquée.
De 2002 à 2003, sera lancée une extension des bâtiments, avec l'apparition d'un nouveau pôle de restauration scolaire. Puis entre 2007 et 2011, une réhabilitation complète du lycée, dirigée par les architectes de l'Atelier Arche, pour un coût total d'environ 24,6 millions d'euros. Le Lycée se dote de toitures végétalisées ainsi que d’un système de récupération des eaux de pluie pour irriguer les nouveaux espaces verts de la cour de récréation. Les élèves s'installeront en septembre 2011 dans la Cité scolaire Saint-Exupéry.
En 2013, le lycée célèbre ses cinquante ans d'existence. Pour l'occasion, le proviseur fait revenir d'anciens professeurs et d'anciens élèves. Une exposition et un film rétrospectif sur l'histoire de l'établissement sont présentés.
En 2015, Claire Batailler succède à Michel Bastrenta, proviseur de l'établissement depuis 2004 et chevalier de la légion d'honneur. Ce dernier travaille désormais à la Délégation académique aux arts à la culture, D.A.A.C..
En septembre 2017, Claude Di Liberatore succède à Nora Frahi en tant que proviseur adjoint du lycée.
En avril 2018, la région crée un sas d'accès au lycée au niveau du portail principal.
En septembre 2018, deux bâtiments modulaires accueillant quatre salles de classe supplémentaires sont installés dans la cour en raison du manque de place dans le bâtiment principal.
En septembre 2019, Olivier Coutarel succède à Claire Batailler, proviseur de l'établissement depuis 2015.

## Enseignement
La Cité scolaire compte environ 1 450 lycéens et environ 360 collégiens en 2021. L'enseignement de la sixième à la terminale est dispensé par environ 120 professeurs.
Attention: les informations suivantes concernant les enseignements pourraient être erronées du fait de la mise en œuvre de la réforme du lycée.

### Lycée
Le lycée accueille des élèves qui préparent le baccalauréat général (spécialités Anglais MC, mathématiques, physiques, SVT, SES, musique, arts plastiques, théâtre, HGGSP, HLP et NSI) ainsi que des élèves en filière technologique pour un Baccalauréat sciences et technologies du management et de la gestion ou un Baccalauréat techniques de la musique et de la danse.
Les classes sont répartis de la façon suivante : 
|               | Seconde                                            | Première   | Terminale  |
| ------------- | -------------------------------------------------- | ---------- | ---------- |
| Filière STMG  | -                                                  | 2 classes  | 2 classes  |
| Filière S2TMD | 1 classe (2nde générale à option danse et musique) | 1 classe   | 1 classe   |
| Tronc général | 12 classes                                         | 12 classes | 12 classes |

Les langues étrangères vivantes enseignées au lycée sont l'anglais (LV1 ou LV2), l'allemand (LV1 ou LV2), l'italien et l'espagnol(LV2) ainsi que le chinois en langue vivante 3 facultative (L.V.3). Les langues anciennes sont le latin et le grec.

#### Options facultatives en seconde générale
De nombreuses options existent au sein de la cité scolaire mais toutes ne sont pas forcément compatibles : langues section européenne : anglais ou allemand (3h et une heure de discipline non linguistique (DNL)) ; arts plastiques facultatif (3h) ; musique facultatif (2h) ; théâtre (3h).

#### Options facultatives en première et terminale générale
- Options de langues : langues section européenne : anglais ou allemand (3h et une heure de discipline non linguistique (DNL)) ; langue vivante 3 (L.V.3) : mandarin, (3h) ; langues et cultures de l'Antiquité (L.C.A.) : latin, grec ancien (3h)
- Éducation physique et sportive (EPS) de complément (3h)[13]

### Collège
Le collège scolarise 360 élèves inscrits sur 12 divisions. Il comporte aussi une section U.L.I.S. : Unité localisée pour l'inclusion scolaire.
Les collégiens sont répartis comme ci-après.
- 3 classes de sixième
- 3 classes de cinquième
- 3 classes de quatrième
- 3 classes de troisième

Les classes comptent en moyenne trente élèves par division
Il n accueille plus de classes CHAM .

## Vie de l'établissement
La cité scolaire possède, comme tous les établissements publics, un Conseil des délégués pour la vie lycéenne (C.V.L.), ainsi qu'un conseil de la vie collégienne (CVC). Dans ces deux instances, les membres élèves sont élus par l'ensemble des élèves. Le Vice-Président du CVL est élu par l'ensemble des délégués de classe, convoqués en assemblée au moins deux fois par an par le Proviseur. Lors de cette assemblée générale, les délégués élisent également les représentants des élèves au conseil d'administration du lycée parmi les membres du CVL. La présidence du CVL est assurée de droit par le Proviseur. Les actions notables du CVL sont l'organisation des "semaines de la solidarité", la mise en place du recyclage du papier ou encore que l'obtention de conditions d'hygiène décentes pour tous.
Il existe aussi au sein du lycée une Maison des lycéens (MDL), prenant la forme d'une association lycéenne. Celle-ci organise la plupart des événements de la vie du lycée : la semaine du Sidaction (qui présente un concert caritatif organisé par l'option musique et les classes TMD), le carnaval de "Saint-Ex", le bal de fin d'année, ou encore la vente de viennoiseries pendant les récréations. La MDL s'occupe également du journal lycéen participatif Le Petit Prince.
D'une manière générale les lycéens sont engagés, et participent à des actions caritatives[réf. souhaitée] : la collecte de denrées pour la Banque alimentaire du Rhône, les dons pour la Croix-Rouge ou encore la présence d'antennes locales de l'ONG Amnesty International et Youth for Climate.
Les élèves participent régulièrement aux concours nationaux comme le Concours général des lycées, les Olympiades de mathématiques, les olympiades des géosciences, les olympiades de physique dont un des premiers prix a été remporté par une équipe du Lycée en 2017.
Depuis 2018, le lycée propose un gala de fin d'année nommé "All In Saint Ex" et organisé par les élèves participant au CVL et à la MDL.

## Mouvements sociaux et agitation politique
Les élèves du lycée Saint-Exupéry, se sont mobilisés et ont participé à de nombreux mouvements sociaux. Ils ont notamment organisé des blocus pour faire entendre leurs revendications.
- En mai 1977, le Président Valéry Giscard d'Estaing rend une visite à la classe de Terminale C. L'U.N.C.A.L. tente un coup médiatique pour la venue du Président, elle va organiser une conférence de presse contre le "bourrage de crâne" dont les élèves seraient la cible[21]. Alors que le lycée comptait 350 adhérents dans le lycée pour 1450 élèves, la classe de Terminale C ne contenait aucun adhérent. Le Monde et l'Humanité questionneront alors le fait qu'aucun élève de la classe n'était adhérent à l'U.N.C.A.L. [22].

- En 2016, ils se sont mobilisés contre la loi El Khomri, en bloquant leur établissement et en manifestant[23].
- En 2018, ils ont participé au mouvement social contre la réforme du bac.[24]
- Pendant la rentrée de 2020, jugeant le protocole sanitaire insuffisant et ne protégeant pas assez les élèves, les lycéens tenteront d'organiser un blocus. Ce blocus sera empêché par la police et le proviseur, 6 élèves seront arrêtés[25],[26].
- En 2023, pendant le mouvement social contre la réforme des retraites, le lycée sera bloqué à de nombreuses reprises. Les lycéens se mobiliseront aussi contre le SNU[27],[28],[29].

## Anciens élèves
- Benjamin Biolay a suivi les classes musicales du lycée dans les années 1990[30].
- Dominique Blanc de la Comédie-Française, était en première et en terminale au lycée en 1974-1975[31].
- Sylvie Testud, actrice, écrivaine et cinéaste, a étudié au lycée.
- Marie et les Garçons, groupe de rock, s’est formé au lycée[32] puisque tous ses membres y étaient étudiants[33],[34].
- Starshooter, groupe de rock à tendance punk, s’y est formé également[35]. Kent et son groupe ont notamment fait un concert pour la fête du lycée de 1975[36].
- Stéphane Degout, artiste lyrique, s'y est formé au théâtre de 1992 à 1995.
- Electric Callas, autre groupe de punk, a été créé au lycée[37] vers 1975.
- Coralie Brot, escrimeuse récompensée à plusieurs championnats, était au lycée vers 2010[38].
- Jean-Paul Montagnier, musicologue et universitaire, étudia au lycée en série scientifique (S) entre 1980 et 1983.
- Lison Pennec, comédienne et écrivain a fréquenté le lycée Saint-Exupéry avant de se former à l'ENSATT. Elle a depuis notamment joué dans Le Porteur d'histoire d'Alexis Michalik. Elle a aussi co-écrit avec Charlotte Melly la bande-dessinée Blanche la colérique (Marabout)[39].
- Olivier Rey, directeur de la salle de spectacle lyonnaise Le Lavoir public a étudié au lycée dans les années 1990[40].
- Romain Cassandre Versaevel, scénariste, ayant notamment réalisé le film Étincelles[41].
- Pomme, chanteuse française, a suivi les classes musicales du lycée[42].

## Résultats

### Diplôme national du Brevet des collèges (DNB)
| Années                            | 2012   | 2013  | 2014    | 2015   |
| --------------------------------- | ------ | ----- | ------- | ------ |
| Note moyenne aux épreuves écrites |        | 15,3  | 15,3    | 15,4   |
| Taux de réussite                  | 100 %  | 100 % | 98,65 % | 100 %  |
| Taux de réussite avec mention     | 92,1 % | 100 % | 98,6 %  | 97,5 % |

### Baccalauréat
| Années   | 2011    | 2012    | 2013    | 2014    | 2015    | 2016  | 2017  |
| -------- | ------- | ------- | ------- | ------- | ------- | ----- | ----- |
| ES       | 89,38 % | 91,04 % | 93,48 % | 84,42 % | 92,86 % | 94 %  | 87 %  |
| L        | 87,32 % | 86,76 % | 94,81 % | 96,08 % | 94,64 % | 92 %  | 81 %  |
| S        | 89,83 % | 92,17 % | 91,07 % | 94,33%  | 93,09 % | 97 %  | 89 %  |
| TMD      | NC      | NC      | NC      | NC      | 100 %   | 100 % | 100 % |
| Mentions | 48,48 % | 50 %    | 56,66 % | 50,13 % | 58,07 % | *     | 56 %  |
| Total GT | 89,2 %  | 90,76 % | 92,69 % | 90,73 % | 93,23 % | 95 %  | 87 %  |

## Classements
En 1976, le lycée compte deux accessits au Concours général.
En 2018, une lycéenne de l'établissement obtient la meilleure note de l'Académie au baccalauréat avec 20,68 de moyenne .

### Classement académique
Le lycée est à la 33e place sur 90 lycées de l'académie de Lyon.

### Classement départemental
Le lycée Saint-Exupéry de Lyon est 18e sur 73 lycées dans le département du Rhône.
| Classement tous lycées confondus   | 18e / 73 |
| Classement lycées publics          | 8e / 21  |
| Classement tous collèges confondus | 4e / 175 |
| Classement collèges publics        | 2e / 175 |

### Classement national
Le lycée Saint-Exupéry de Lyon est 781e sur 1801 en France.
Il arrive à la 69e place selon le classement des 100 meilleurs lycées de France selon le Parisien.

## Accessibilité
- Bus 2, S4 et C18 : arrêt Place Flammarion ;
- Métro C| : arrêt Hénon ;
- Bus 33 arrêt Hénon.
- Junior Direct (J.D.) : Arrêt Saint-Exupéry : JD 61 - JD 62 - JD 63 - JD 66
- Station Vélo'v : Place Flammarion